# Por Ti
Por Ti é uma telenovela portuguesa produzida pela SP Televisão que foi exibida pela SIC de 7 de março de 2022 a 9 de março de 2023, substituindo A Serra e sendo substituída por Flor sem Tempo. É a "30.ª novela" do canal.
Escrita por Alexandre Castro a partir de uma ideia original de Artur Ribeiro, tem a colaboração de Joana Andrade, Ana Lúcia Carvalho, Andreia Vicente Martins, Cândida Ribeiro, Filipa Poppe e Manuel Carneiro como guionistas, a direção de Jorge Queiroga, a direção artística de Carla de Sá, a direção de produção de Bruno Oliveira e a realização de Bruno Marques de Oliveira, Jorge Queiroga, Ricardo Inácio e Tiago Alvarez Marques.
Conta com as atuações de Filipa Areosa, Lourenço Ortigão, Rita Blanco, Dalila Carmo, Sandra Faleiro, João Reis, Luís Esparteiro e Duarte Gomes nos papéis principais.

## Sinopse
Na freguesia de Rio Meandro, existem duas aldeias em plena guerra entre si. Cada uma delas é totalmente distinta uma da outra: a Aldeia Velha é habitada por conservadores e tradicionais que subsistem da terra, enquanto que a Aldeia Nova é recém-habitada por novos-rurais, ecologistas, agricultores de produtos sustentáveis, jovens famílias e artistas.
Quando Mia Amado descobre que o conceituado escritório de advogados onde trabalha a usou para perder um caso que prejudicou dezenas de inocentes, decide ir à procura de paz e de sarar feridas e então, foge da vida confortável que tinha em Lisboa e muda-se para Rio Meandro, escondendo os reais motivos de ter regressado. E é ai que a história começa. À medida que as paisagens idílicas e a essência daquela terra a conquistam, depara-se com uma guerra entre a Aldeia Nova e a Aldeia Velha pela sua sobrevivência devido ao projeto de construção de uma barragem, liderado por Renata, que vai submergir uma das aldeias.
Renata Jones nasceu com o nome de Joana Pires, e quando era criança, morava juntamente com Clara, a sua mãe, até serem as duas injustamente escorraçadas de Rio Meandro, acabando por mais tarde por perder a sua mãe, e com isso, a ingenuidade que lhe restava, passando a sua infância sozinha, de orfanato em orfanato. Renata não sabe quem é o seu pai, e ainda menos que o seu pai é também o pai de Rui, Matias, uma vez que quando era mais novo e ainda casado, Matias envolveu-se com Clara numa relação que durou pouco tempo até ao dia em que ela lhe disse que estava grávida. Com receio que a traição fosse descoberta, foi um dos principais instigadores à expulsão de Clara da aldeia, nunca tendo assumido a paternidade de Renata.
Sentindo-se cada vez mais sozinha e na tentativa de esquecer quem foi em tempos e o quão sofreu, decidiu mudar de nome. Ao mesmo tempo, o destino traz-lhe Marco Jones, que enquanto sua secretária pessoal, aprendeu a usar a força e determinação na vida empresarial. O casamento chegou pouco depois e só terminou no dia em que Marco morreu, ficando a empresa Jones a cargo de Renata. Por mais que durante anos tentasse fugir ao passado, Renata nunca deixou de ser a Joana. Tudo o que procura, é apaziguar a dor do sofrimento que causaram à sua mãe ao expulsarem-na de Rio Meandro, por isso, quer mandar abaixo uma das aldeias.
Ainda em Rio Meandro, é retratada uma guerra feroz entre as famílias Amado e Guerreiro. O real motivo desta guerra é o facto de há mais de trinta anos Paulo Amado e Helena Guerreiro terem namorado no passado. Tudo corria bem, até ao momento em que pede a Helena que o acompanhe numa viagem pela Ásia, mas, no dia da sua partida, um equívoco faz com que fique convencido de que Helena está a traí-lo. Destroçado, viaja sozinho e quando regressa a Lisboa, abre um restaurante que em poucos anos se torna numa referência da cidade. Durante este período conhece Mónica, com quem se casou, nascendo dessa relação a sua filha Mia. Um ano antes do começo da história, devido a um esgotamento nervoso, afastou-se de vez do restaurante, e por isso, Mónica convence-o a mudarem-se para Rio Meandro e a investirem num negócio de agricultura biológica. O que Paulo não esperava é que essa mudança o levasse para perto de Helena, reacendendo uma chama de amor toldada pelo ódio, mas que será difícil de apagar.
Já no ponto de vista de Helena, que nem sequer desconfia que Paulo acha que ela o traiu, pensa que ele a deixou pendurada e foi sozinho para a Ásia sem nenhuma explicação. Por causa disso, ela perdeu a fé no amor e até o entusiasmo pela sua profissão, ser médica. Quando apareceu a oportunidade para fazer residência num hospital de província, perto da sua aldeia natal, não hesitou porque sentia precisar de uma mudança. Quando lá chega, reencontra Rui Guerreiro, que é o presidente da junta de Rio Meandro. Ele vive na Aldeia Velha desde sempre e sabe, melhor do que ninguém, do que Rio Meandro precisa para prosperar, em especial as necessidades da Aldeia Velha. Apesar de no papel Rui ser Presidente das duas aldeias, na prática, não consegue pôr de lado a rivalidade centenária entre as duas aldeias. Ele e a sua família sempre estiveram do lado que achavam certo do Rio, o da Velha, e, assim, vão continuar. Quando Helena foi estudar medicina para Lisboa, achou que a tinha perdido, mas desde que ela voltou para a terra nunca mais a largou. Casaram, tiveram um filho e Helena tornou-se médica em Rio Meandro e estava tudo bem até Paulo reaparecer na sua vida. Com ele, voltaram as borboletas na barriga de Helena, a necessidade de sair da rotina, o desejo de aventura, o coração a saltar pela boca. Ela não quer nada disso na sua vida agora e vai esconder a sua raiva na rivalidade com a Aldeia Nova para esconder o que sente. Mas o amor vai falar mais alto outra vez e tudo vai mudar.
O filho de Helena e Rui é o Afonso. Ele, apesar de viver numa aldeia conservadora, acredita no progresso, tecnologia e modernidade. Talvez, por isso, julgue que a barragem trará muitos benefícios para a zona e para o país, e será aceite pela população local. Acredita que a barragem irá manter intacta a localidade onde nasceu, mas está enganado. E quando perceber que, afinal, pode ser a aldeia da sua família a desaparecer e ser deslocada para outro ponto da região, tentará defendê-la e, ao mesmo tempo, manter a sua posição na empresa responsável pela construção da barragem.
Apesar de pertencerem a lados opostos da barricada, quer no que diz respeito ao projeto da barragem como à infindável guerra entre as suas famílias e aldeias, Mia e Afonso apaixonam-se. Sentindo o dever de defender o local onde vive, apesar da atração por Afonso, Mia decide que este não vai levar a sua em frente.
Tal como a filha, Mónica juntamente com Paulo também estão contra a construção da barragem e será a primeira a investigar Renata para tentar descobrir as suas verdadeiras intenções.
Apesar de tudo, Mia acaba por precisar da ajuda de Afonso, uma vez que o seu ex-namorado, Gabriel Almeida Borges, um homem obcecado e louco, aparece na aldeia disposto a reconquistar o amor de Mia, dê por onde der... nem que para isso a tenha de raptar e levá-la para Lisboa. E para isso até pode contar com Rui, que não quer que Afonso se junte com a filha de Mónica e está disposto a ajudá-lo.

## Elenco

### Elenco principal
| Ator/Atriz       | Personagem                              |
| ---------------- | --------------------------------------- |
| Filipa Areosa    | Mia Amado                               |
| Lourenço Ortigão | Afonso Campos Guerreiro                 |
| Rita Blanco      | Joana Pires / Renata Jones (nome falso) |
| Dalila Carmo     | Mónica Amado                            |
| Sandra Faleiro   | Helena Campos Guerreiro                 |
| João Reis        | Paulo Amado                             |
| Luís Esparteiro  | Rui Guerreiro                           |
| Duarte Gomes     | Gabriel Almeida Borges                  |

### Elenco regular
| Ator/Atriz           | Personagem                         |
| -------------------- | ---------------------------------- |
| Alexandra Lencastre  | Isabel Brito                       |
| Fernando Luís        | Miguel Brito                       |
| Diogo Martins        | Nuno Macedo                        |
| Paula Lobo Antunes   | Constança Melchior                 |
| Jorge Corrula        | José «Zé» Pinho Ferreira           |
| Mafalda Vilhena      | Alexandra «Xana» Pinho Ferreira    |
| Rui Melo             | Bernardo Melchior                  |
| Dânia Neto           | Armanda Silva                      |
| João Baptista        | António «Tó Calhau» Pinho Ferreira |
| Diogo Amaral         | Dieter Weissemuller                |
| Raquel Tavares       | Dulce Esperança                    |
| Jorge Mourato        | Manuel «Neca» Pinho Ferreira       |
| Bruno Cabrerizo      | Orlando Jesus                      |
| Bruno Cabrerizo      | Giuseppe Casanova                  |
| Bárbara Lourenço     | Mary Louise Blake                  |
| Matilde Reymão       | Luísa Melchior                     |
| Maria Emília Correia | Amélia Campos                      |
| João Maria Pinto     | Matias Guerreiro                   |
| Carlos Areia         | Tomás «Tosso» Soares               |
| Beatriz Frazão       | Rita Melchior                      |
| Simão Fumega         | Simão Brito                        |
| Paula de Magalhães   | Lara Brito                         |
| Francisca Salgado    | Adelaide Soares Costa              |

### Atores convidados
| Ator/Atriz      | Personagem        |
| --------------- | ----------------- |
| José Raposo     | Eugénio Pereira   |
| Ruy de Carvalho | Hilário Domingues |

### Elenco adicional
| Ator/Atriz           | Personagem     |
| -------------------- | -------------- |
| Cleia Almeida        | Clara Pires    |
| Orlando Costa        | Sargento Silva |
| Beatriz Godinho      | Alice          |
| João Harrington Sena | Lucas          |
| Sandra Rosário       | Amélia (jovem) |
| Gonçalo Botelho      | Matias (jovem) |
| Diogo Garcia         | Alfredo        |
| Joel Branco          | Diamantino     |
| Mafalda Teixeira     | Fábia          |
| Afonso Vilela        | Lourenço       |
| Ana Mafalda          | Crítica        |
| Miguel Raposo        | Dr. Peixoto    |
| Rosa Bela            | Freira         |

{| class="wikitable"
|-
! Ator/Atriz
! Personagem
|-
|Andreia Rodrigues
|Ela própria
|}

## Produção

### Desenvolvimento

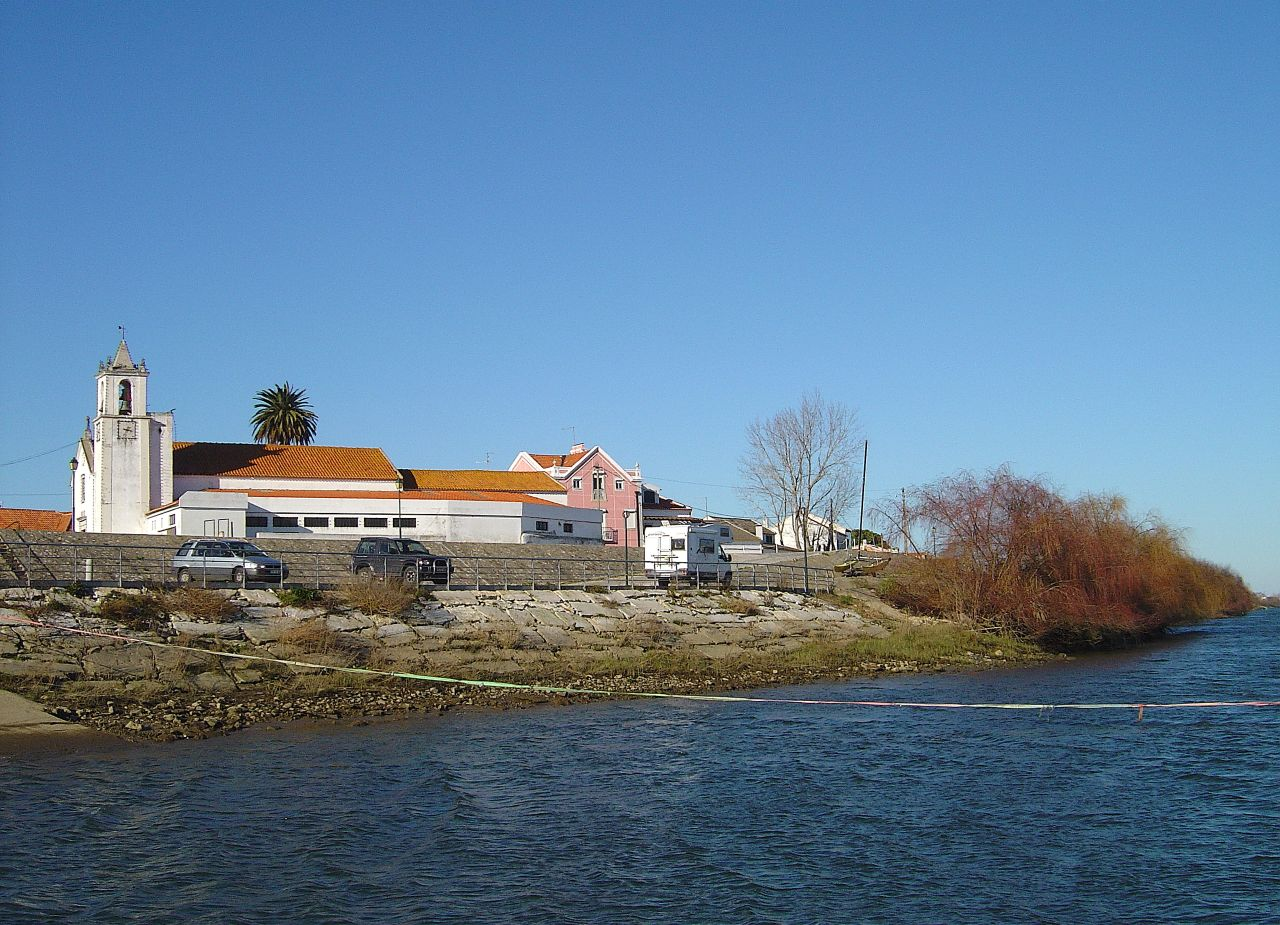
Valada é utilizada como cenário para a aldeia fictícia Aldeia Nova na telenovela.

Vila Chã de Ourique é utilizada como cenário para a aldeia fictícia Aldeia Velha na telenovela.

Daniel Oliveira, diretor de programação da SIC, confirmou que a telenovela já se encontrava em
pré-produção. A ideia original da telenovela partiu de Artur Ribeiro, tendo sido desenvolvida por Alexandre Castro. Originalmente a telenovela chamava-se “Como um Rio” para retratar o conflito de um projeto de construção de uma barragem que acabaria por emergir uma das aldeias fictícias da novela, porém foi alterado por causa do problema entre a SIC e os Delfins para usarem a sua música como tema de genérico para “Por Ti”, retratando no novo título o amor do casal protagonista.
Os trabalhos da telenovela começaram a 15 de novembro de 2021, com gravações no concelho de Cartaxo em Valada e Vila Chã de Ourique, sendo Cartaxo usado para dar vida à freguesia fictícia Rio Meandro e ainda Valada e Vila Chã de Ourique usadas para dar vida às duas aldeias fictícias Aldeia Nova e Aldeia Velha respetivamente, e também contando ainda com gravações nos estúdios SP Televisão. Finalizados os trabalhos da telenovela a 9 de junho de 2022, fechou com 206 episódios de produção.

### Escolha do elenco
Dalila Carmo, foi o primeiro nome falado para o elenco após a sua saída da TVI, andando em negociações com o diretor de programação da SIC Daniel Oliveira para estar no elenco principal da novela, tendo as negociações chegado a bom porto e aceitou o convite do canal. Com a transferência de Lourenço Ortigão para a SIC, foi revelado que juntamente com Filipa Areosa iriam se juntar a Dalila no elenco principal para serem o casal protagonista da história. Consoante a revelação que a SIC iria ter um peso pesado vindo da TVI para se juntar ao elenco principal já formado por Lourenço, Filipa e Dalila, foi revelado que se trataria do ator Luís Esparteiro. A eles juntam-se Rita Blanco e Duarte Gomes para darem vida aos antagonistas da história. Por fim, juntam-se ainda Sandra Faleiro e João Reis para constituir o restante elenco principal.
Com a saída permatura da atriz Alexandra Lencastre na segunda temporada de Amor Amor, foi confirmado pela SIC que a atriz iria integrar o elenco de uma das suas próximas telenovelas, tratando-se da novela.
Maria Emília Correia, Diogo Amaral, Diogo Martins, Bárbara Lourenço, Fernando Luís, João Baptista, Rui Melo, Beatriz Frazão, Carlos Areia, Joel Branco, Paula Magalhães, Simão Fumega, Francisca Salgado, Jorge Mourato, Paula Lobo Antunes, Jorge Corrula, Matilde Reymão, Bruno Cabrerizo, Dânia Neto, Raquel Tavares e Mafalda Vilhena e Ruy de Carvalho constituem o restante elenco, com a participação especial de José Raposo e Ruy de Carvalho.

## Exibição
Por Ti, anteriormente conhecida pelo seu título provisório Como um Rio, estava programada para estrear na 2.ª faixa entre o fim de março e o início de abril de 2022, porém devido à aproximação audiométrica entre a ficção da SIC e da TVI estar a diminuir, foi adientada para a 1.ª faixa e alterou a estreia da novela para o início do mês de março, empurrando Amor Amor para a 2.ª faixa e A Serra, a sua antecessora, para a 3.ª faixa devido à estreia ter ocorrido mais cedo que o previsto. Com o insucesso da novela e juntamente com o facto de não ter cumprido com as expectativas de voltar à liderança, a novela passou para a faixa que estaria inicialmente prevista a partir de 30 de maio devido à ‘última semana’ de Amor Amor e também por causa da estreia de Lua de Mel a 6 de junho. Uma vez que Lua de Mel também não resultou audiometricamente, foi novamente transferida, desta vez provisoriamente, para a 3.ª faixa a 19 de setembro devido à estreia de Sangue Oculto, passando a contar com 30 minutos de duração, e mais tarde, a 14 de novembro, trocou de faixa com Lua de Mel, regressando à 2.ª faixa (que seria para inicialmente dar destaque apenas à sua ‘semana especial’, acabando por se manter na faixa mais devido aos seus bons resultados audiométricos alcançados, uma vez que o plano inicial seria regressar à faixa apenas quando Lua de Mel terminasse) e também um pouco depois à sua duração normal ainda no mesmo mês, no dia 29, com o fim de Lua de Mel e regressando à 3.ª faixa a 30 de janeiro de 2023, devido à estreia de Flor sem Tempo.
A promoção arrancou a 28 de janeiro de 2022, com foco no casal protagonista Mia e Afonso, tendo a estreia da novela ocorrido a 7 de março. A campanha de ‘últimos episódios’ arrancou a 20 de fevereiro de 2023, tendo a novela terminado a 9 de março.

### Tema de genérico
Inicialmente prevista a música "Sou como um Rio" dos Delfins para o tema de génerico, o canal e a banda não chegaram à acordo, e foi escolhida a música "Leva-me a Viajar (Associação Sara Carreira Version)" de Sara Carreira, que é usada como hino da Associação Sara Carreira para o tema do genérico.

### Transmissão na OPTO
Na OPTO, a plataforma de streaming da SIC, a novela teve todos os seus episódios de exibição na SIC disponibilizados na plataforma, tendo em todos os seus episódios antestreias com um ou vários dias de antecedência à emissão dos episódios, à exceção do 1º episódio.

## Músicas
| Tema                        | Intérprete(s)                      | Personagem tema     | Notas                                              |
| --------------------------- | ---------------------------------- | ------------------- | -------------------------------------------------- |
| "Leva-me a Viajar"          | vários intérpretes                 | —                   | Associação Sara Carreira Version; Tema de genérico |
| "A Minha Aldeia"            | Tatanka                            | —                   | —                                                  |
| "Amor de Água Fresca"       | Dina                               | —                   | —                                                  |
| "Bom Rapaz"                 | Os Quatro e Meia ft. Carlão        | Afonso e Tó Calhau  | —                                                  |
| "Bomba"                     | Anaquim                            | —                   | —                                                  |
| "Bricabraque e Pechisbeque" | Ala dos Namorados e Manuel Marques | —                   | —                                                  |
| "Chama Por Mim"             | Miguel Araújo                      | —                   | —                                                  |
| "Coisinha Sexy"             | Ruth Marlene                       | Armanda e Tó Calhau | —                                                  |
| "Como Se Te Fosse Perder"   | Anselmo Ralph e Diogo Piçarra      | Afonso e Mia        | —                                                  |
| "Do meu ao teu correio"     | Nena                               | —                   | —                                                  |
| "Mau Feitio"                | Joana Espadinha                    | —                   | —                                                  |
| "Na Banda da Minha Aldeia"  | Quim Barreiros                     | —                   | —                                                  |
| "O Cacete (Mulher Polícia)" | Joana                              | Dulce               | —                                                  |
| "Por Quem Não Esqueci"      | Diogo Piçarra                      | Paulo e Helena      | Versão Live                                        |
| "Pudesse Eu Mudar"          | André Sardet e Bianca Barros       | —                   | —                                                  |
| "Rio de Mágoa"              | Mariza                             | Renata              | —                                                  |
| "Vai ter que Rezar"         | José Malhoa                        | Isabel e Miguel     | —                                                  |
| "Nada a perder"             | Fernando Daniel ft. Carlão         | —                   | —                                                  |

## Audiências
“Por Ti” estreou a 7 de março de 2022 com 11.4 de rating e 22.7% de share, com cerca de 1 milhão e 84 mil espectadores, na liderança absoluta, com um pico de 12.9 de audiência e 24.4% de share.
Ao segundo episódio, “Por Ti” não manteve a liderança frente ao primeiro episódio e marcou 11.1 de audiência média e 22.6% de share, com 1 milhão e 47 mil espectadores, o pico foi de 12.9/25.0%, perdendo para a concorrente “Festa é Festa” (TVI).
No dia 9 de março de 2023, foi exibido o último episódio de “Por Ti”. Com inicio por volta da meia-noite, conseguiu 5.1 de audiência média e 22.6% de share com 488.600 espectadores, na liderança. Teve um pico de 5.3/22.5%. Sendo um dos piores resultados de uma final de uma telenovela da SIC, desde O Jogo em 2006.
| Média | Média     | Episódios transmitidos | Rating | Share | Ref.   |
| ----- | --------- | ---------------------- | ------ | ----- | ------ |
| 2022  | Março     | 19 episódios           | 9.7    | 19.8% | …      |
| 2022  | Abril     | 18 episódios           | 8.8    | 18.0% | …      |
| 2022  | Maio      | 22 episódios           | …      | …     | …      |
| 2022  | Junho     | 22 episódios           | …      | …     | …      |
| 2022  | Julho     | 21 episódios           | …      | …     | …      |
| 2022  | Agosto    | 23 episódios           | 6.4    | 17.1% | [ 49 ] |
| 2022  | Setembro  | 22 episódios           | …      | …     | …      |
| 2022  | Outubro   | 21 episódios           | …      | …     | …      |
| 2022  | Novembro  | 22 episódios           | …      | …     | …      |
| 2022  | Dezembro  | 22 episódios           | ...    | ...   | ...    |
| 2023  | Janeiro   | 22 episódios           | …      | …     | …      |
| 2023  | Fevereiro | 20 episódios           | …      | …     | …      |
| 2023  | Março     | 7 episódios            | 4.2    | 20.2% | …      |
| Total | Total     | 261 episódios          | …      | …     | …      |

## Prémios e indicações
| Ano  | Prémio    | Categoria         | Por    | Resultado |
| ---- | --------- | ----------------- | ------ | --------- |
| 2022 | Rose d'Or | Melhor Telenovela | Por Ti | Indicado  |